# Abubakar Chamidowitsch Kadyrow
Abubakar Chamidowitsch Kadyrow (russisch Абубакар Хамидович Кадыров; * 26. August 1996 in Zentoroi) ist ein ehemaliger russischer Fußballspieler.

## Karriere
Kadyrow begann seine Karriere bei Terek Grosny, das 2017 in Achmat Grosny umbenannt wurde. Im Juli 2017 stand er gegen Amkar Perm erstmals im Kader der Profis von Achmat. Nach drei Spielzeiten ohne Einsatz debütierte er schließlich im August 2020 in der Premjer-Liga, als er am vierten Spieltag der Saison 2020/21 gegen den FK Chimki in der 86. Minute für Wladimir Iljin eingewechselt wurde. Dies sollte sein einziger Einsatz in der höchsten Spielklasse bleiben.
Im Oktober 2022 beendete er seine Karriere und wurde Generaldirektor der Akademie Achmats.

## Persönliches
Sein Cousin Chalid Kadyrow ist ebenfalls Fußballspieler und spielt mit ihm bei Achmat Grosny. Sein Onkel Ramsan Kadyrow ist tschetschenischer Präsident und Ehrenpräsident von Achmat Grosny, nach Abubakars Großvater Achmat Kadyrow wiederum ist der Verein benannt.